# عملية الضباب

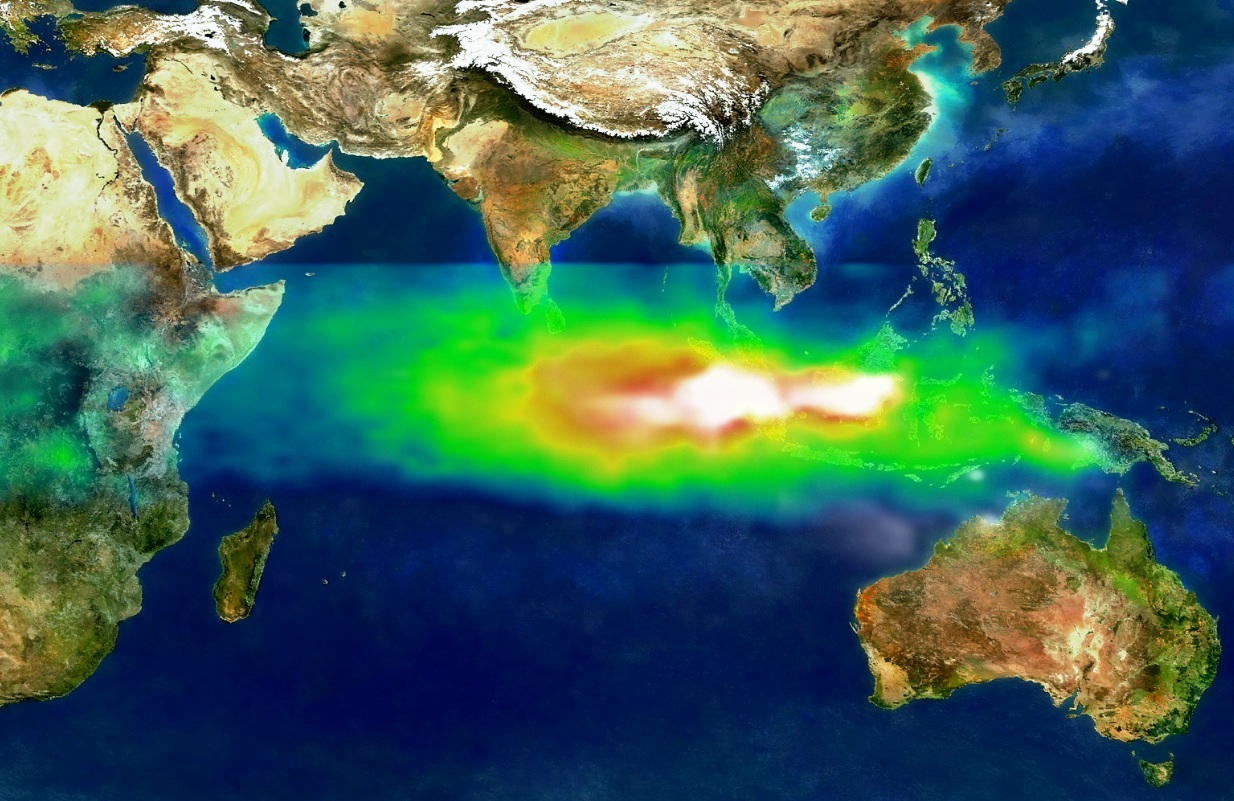
تلوث الهواء فوق جنوب شرق آسيا في أكتوبر 1997

عملية الضباب هي أكبر مهمة لمكافحة الحرائق عبر الحدود في التاريخ والتي تضمنت فرقًا من رجال الإطفاء الماليزيين الذين يسافرون إلى إندونيسيا للمساعدة في إخماد الحرائق الرئيسية التي كانت تسبب ضبابًا شديدًا عبر جنوب شرق آسيا.

## التاريخ
أصبح الضباب لأول مرة اضطرابًا كبيرًا في الحياة اليومية في ماليزيا في أبريل 1983. سبب الضباب غير مؤكد، مما أدى إلى تكهنات بأن جزيئات الرماد العالقة من الانفجارات البركانية، وجسيمات الدخان العالقة من حرائق الغابات واسعة النطاق، والحرق الزراعية المفتوحة في البلدان المجاورة، وكذلك الحرق الزراعي المحلي تسببت في الضباب.  حدث الاضطراب مرة أخرى في أغسطس 1990، من يونيو إلى أكتوبر 1991، وتكرر كل عام منذ عام 1992، ابتليت به أشهر أغسطس وسبتمبر وأكتوبر. بلغت آثار الضباب ذروتها في عام 1997 عندما تأكد أن سبب الضباب هو حرائق الغابات والمزارع في جنوب سومطرة وكاليمانتان وبعض الجزر الأخرى في إندونيسيا حيث ظلت السماء مملة مع التلوث من أغسطس حتى نوفمبر من ذلك العام.

## التأثير

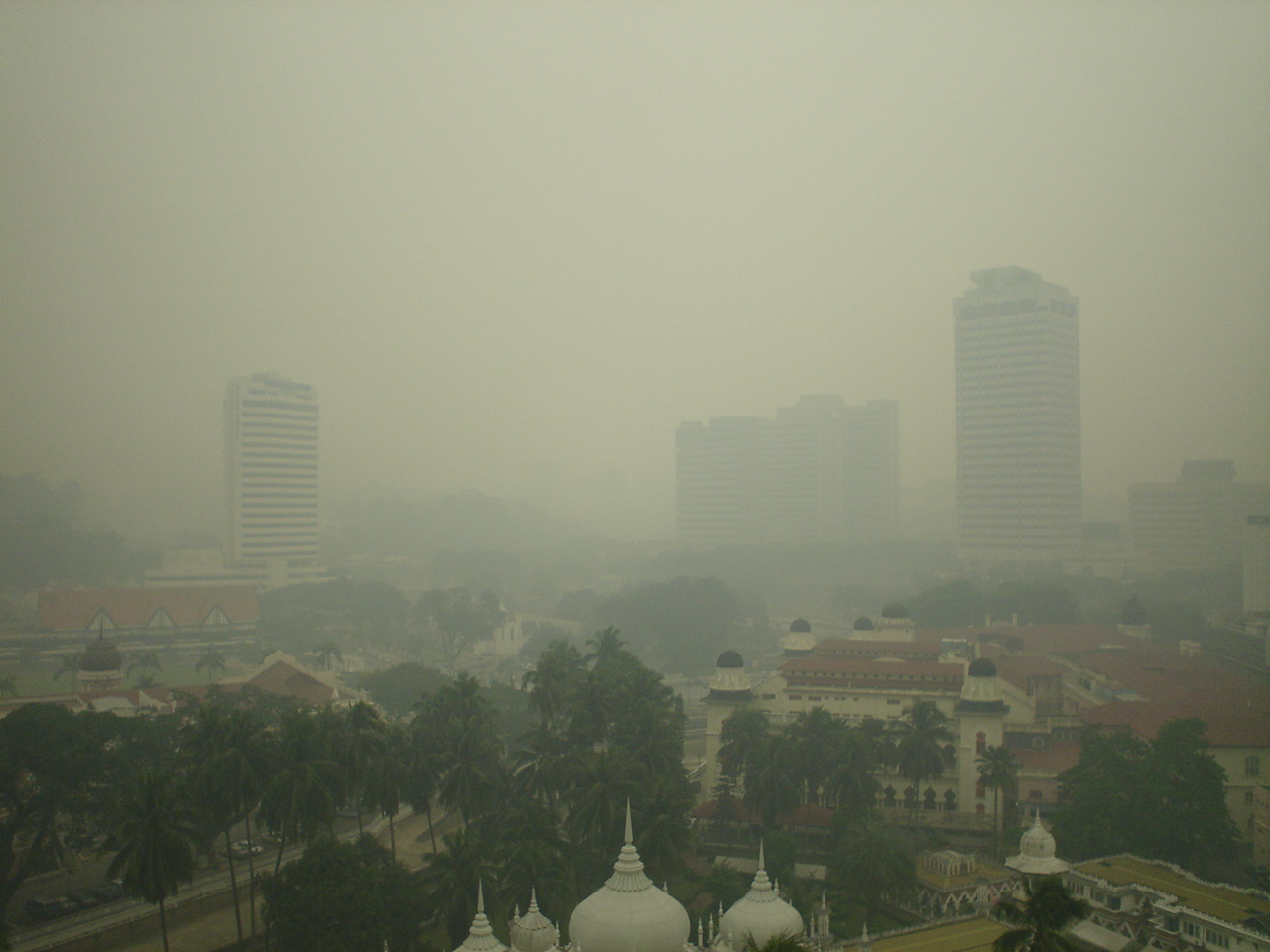
ضبابٌ فوق كوالالمبور.

بحلول أيلول/سبتمبر 1997، كانت حرائق الغابات في إندونيسيا مستعرة بشكل لا يمكن السيطرة عليه. قُدرت المساحة التي وقع فيها الحريق بنحو 4 ملايين ملعب كرة قدم وكانت مرئية حتى من الفضاء. أنتجت حرائق الغابات الإندونيسية سحب دخان صفراء ضارة أدت إلى اختناق منطقة شاسعة من جنوب شرق آسيا، ووصلت إلى شمال أستراليا. تسببت السحب في كارثة جودة الهواء المعروفة باسم ضباب جنوب شرق آسيا عام 1997. أُجبر ملايين الأشخاص على ارتداء أقنعة، وتم الإبلاغ عن مئات الوفيات في إندونيسيا، كنتيجة مباشرة أو غير مباشرة للتدهور الحاد في جودة الهواء.
تسبب تأثير الضباب في ارتفاع مؤشر تلوث الهواء، الذي تستخدمه ماليزيا، إلى مستويات خطيرة بشكل ينذر بالخطر. في ولاية ساراواك الماليزية، وصلت أرقام واجهة برمجة التطبيقات هذه إلى مستويات قياسية. في غضون ستة أيام فقط، سعى 10000 شخص للعلاج من مشاكل متعلقة بالضباب. في ماليزيا، اضطر رئيس الوزراء إلى إعلان حالة الطوارئ، وإغلاق المدارس والمكاتب الحكومية والعديد من المتاجر في جميع أنحاء الولاية، بما في ذلك الإنشاءات والصناعات التي توقفت. قدرت التكلفة الإجمالية للأضرار التي سببها الضباب في ماليزيا بمبلغ 802 مليون رينغيت ماليزي أو 321 مليون دولار أمريكي، للفترة بين أغسطس وأكتوبر 1997. وقد أثر الضرر الناجم عن الضباب على الناتج المحلي الإجمالي بنحو 0.30 في المائة.  أثر الضباب حتى على إنتاج توربينات الغاز في محطة كوالا لانغات للطاقة (KLPP)، ماليزيا. تم الافتراض بأن احتراق التوربينات الغازية خلال الفترات الخالية من الضباب عندما تكون مستويات الأكسجين كافية، يمكن أن تحقق احتراقًا مثاليًا أو شبه كامل. ومع ذلك، خلال الفترة التي حدث فيها الضباب، احتوى الهواء على كمية أقل من الأكسجين، مما أثر على الاحتراق، مما أدى إلى عدم أدائه على النحو الأمثل. 

## إجراءات
بحث رئيس الوزراء الماليزي آنذاك، الدكتور مهاتير، يائسًا عن حل.  توصل رئيس إدارة الإطفاء والإنقاذ الماليزية إلى خطة لإرسال فريق من رجال الإطفاء الماليزيين عبر إندونيسيا. أصبحت عملية الضباب أكبر مهمة إطفاء عبر الحدود في التاريخ. خاض رجال الإطفاء الماليزيون معركة يائسة مع اندلاع الحرائق عبر سومطرة وكاليمانتان على مدار 25 يومًا، وواجهوا عقبات لا يمكن التغلب عليها. في ذروة حرائق الغابات والأراضي الهائلة، وصل عدد النقاط الساخنة إلى 37938 نقطة، والتي حدثت في أغسطس 1997.  يمكن أن تسقط الأشجار التي تبدو صحية عليها عندما تحترق قاعدتها. شكلت حرائق الخث أسوأ المخاطر حيث يمكن أن يسقط رجال الإطفاء في حفر النار حيث تشتعل النيران في أعماق الأرض. هناك واجهوا مشاكل ضخمة تتراوح من نقص المعدات المناسبة، وعدم وجود مصدر للمياه لمكافحة الحرائق، إلى مشكلة تحديد مصدر الحرائق في عمق أراضي الخث. أخيرًا، بعد 25 يومًا، تمكنوا من محاربة الضباب حتى تمت استعادة الرؤية للسماء. أيضًا، بمساعدة الأمطار الموسمية، انتهى تهديد الضباب أخيرًا.

## ما بعد العمليّة
في نهاية كل ذلك، تم تدمير ما بين 8 و 10 ملايين هكتار من الغابات، وسعى ما يقدر بـ 40.000 شخص إلى العلاج في المستشفى وتم الإبلاغ عن العديد من الوفيات، وتأثرت السياحة بشدة، وتم تسجيل خسائر تقدر بنحو 10 مليارات دولار أمريكي في جميع أنحاء المنطقة.

## خطط التخفيف المستقبلية
كجزء من الخطوات المتخذة لتجنب تكرار الضباب، وافقت رابطة دول جنوب شرق آسيا (ASEAN) على الحاجة إلى نظام إنذار مبكر في خطة عمل الضباب الإقليمية (RHAP) في عام 1998 لمنع حرائق الغابات والضباب الناتج من خلال سياسات الإدارة المحسنة والإنفاذ، على سبيل المثال عبر نظام تصنيف مخاطر الحرائق (FDRS). بالإضافة إلى ذلك، توصلت ماليزيا وإندونيسيا إلى اتفاقية تعاون ومساعدة في حالات الكوارث وقعها سعادة داتوك سيري محمد بن رحمت، رئيس اللجنة الوطنية لإدارة الكوارث والإغاثة ووزير الإعلام، نيابة عن الحكومة الماليزية و معالي داتو سيري أوتاما قدم. أزور أنس، الوزير المنسق لرعاية الناس ورئيس مجلس تنسيق إدارة الكوارث الوطني الإندونيسي (BAKORNAS-PB) نيابة عن الحكومة الإندونيسية. 

## روابط خارجية
- ضباب الجحيم فوق آسيا نسخة محفوظة 30 مارس 2012 على موقع واي باك مشين.
- بيان صحفي مشترك الاجتماع الوزاري لرابطة أمم جنوب شرق آسيا حول الضباب، 22-23 ديسمبر 1997، سنغافورة نسخة محفوظة 11 يونيو 2007 على موقع واي باك مشين.